# お笑いヤマト魂
『お笑いヤマト魂』（おわらいヤマトだましい）は、1968年1月5日から同年3月29日までフジテレビ系列局で放送されていたフジテレビ製作の演芸番組である。放送時間は毎週金曜 12:15 - 12:45 （日本標準時）。

## 概要
コント55号初の司会番組で、彼らの芸をそのまま取り入れることをコンセプトにしていた。
番組はその後、平日昼の帯番組『お昼のゴールデンショー』の放送開始により、12:00から放送されていた『いじわる問答 「男と女」』および別の曜日に放送されていた番組群とともに同年春の改編で打ち切られた。なお、コント55号は引き続き『お昼のゴールデンショー』に出演していた。